# Qazaqstan Prem'er Ligasy
La Qazaqstan Prem'er Ligasy (in kazako Қазақстан Премьер Лигасы?) è la massima divisione del campionato kazako di calcio. È posta sotto l'egida della KFF la quale, dopo essersi inizialmente affiliata all'AFC, dal 2002 è membro dell'UEFA.
Si disputa nel corso dello stesso anno solare dal 1992, anno successivo l'indipendenza del Kazakistan dall'Unione Sovietica. La squadra più titolata è l'Astana.
Per la stagione 2022-2023 occupa il 30º posto nel ranking UEFA delle competizioni per club.

## Formula
Le quattordici squadre partecipanti si affrontano in un girone all'italiana con partite di andata e ritorno, per un totale di ventisei giornate. La prima classificata viene dichiarata campione del Kazakistan ed è ammessa al primo turno di qualificazione della UEFA Champions League, mentre la seconda e la terza sono ammesse al secondo turno di qualificazione della UEFA Europa Conference League assieme alla vincitrice della Coppa nazionale, che però parte dal primo. L'ultima e la penultima classificata retrocedono invece in Birinşi Lïga.

## Storia
Il campionato kazako viene disputato sin da quando il Kazakistan era una repubblica sovietica, anche se con la partecipazione delle migliori squadre al campionato sovietico.
Nel 1992 viene organizzata la prima stagione dell'attuale campionato, chiamato all'epoca Top Division, al quale partecipano ventiquattro squadre divise in due gruppi. Al termine della prima fase, le prime sette di ciascun girone formavano poi un gruppo finale valido per la vittoria del campionato. Lo stesso formato è mantenuto anche nella stagione successiva, mentre dal 1994 il campionato diventa a girone unico con sedici squadre.
Sebbene con alcuni cambi nel numero di squadre, il campionato giunge immutato fino alla stagione 2002 quando, dopo aver cambiato nome in Super League, cambia pure il formato: dodici squadre, e stagione divisa in due parti, con un iniziale girone all'italiana a cui partecipano tutte le squadre, poi una seconda fase con le squadre divise in due gruppi in base alla classifica della prima fase. Si formavano infatti un girone di sei squadre che lottano per le posizioni di vertice, e un altro in egual numero di compagini che avevano per obiettivo la permanenza nella categoria. Tale formato fu abbandonato dopo una sola stagione in favore di un campionato ad una sola fase, ma è tornato in uso a partire dalla stagione 2010. intanto a partire dal 2008 il campionato viene chiamato Premier League.
Dal 2012 il numero delle squadre è aumentato da 12 a 14, con la conseguente abolizione della seconda fase.

## Partecipazioni per squadra
Sono 28 le squadre ad aver partecipato alle 34 stagioni della Qazaqstan Prem'er Ligasy dal 1992 al 2025 (in grassetto).
- 33 volte:  Shahter Qaraǵandy
- 32 volte:  Qairat,  Tobyl
- 31 volte:  Taraz
- 30 volte:  Aqtöbe
- 29 volte:  Ertis
- 27 volte:  Qaisar
- 25 volte:  Oqjetpes,  Ordabasy
- 24 volte:  Atyrau,  Jetisý
- 20 volte:  Vostok Óskemen
- 19 volte:  Qyzyljar,  Jeñis
- 17 volte:  Astana
- 15 volte:  Ekibastuzes
- 14 volte:  Spartak Semeı
- 13 volte:  Aqjaıyq
- 9 volte:  Kaspıı,  Jiger
- 4 volte:  Gornıak Hromtaý,  Tūran Türkistan
- 2 volte:  Aqsý,  Elimai,  Ekibastuz,  Maqtaaral,  Tomırıs
- 1 volta:  Ūlytau

## Squadre partecipanti
Vengono riportate le squadre militanti in Qazaqstan Prem'er Ligasy nella stagione 2023.
| Club              | Stagione | Città       | Stadio                       | Stagione precedente         |
| ----------------- | -------- | ----------- | ---------------------------- | --------------------------- |
| Aqsý              |          | Aksu        | Stadio Centrale (Pavlodar)   | 6º posto in Prem'er Ligasy  |
| Aqtöbe            |          | Aqtöbe      | Stadio Centrale              | 2º posto in Prem'er Ligasy  |
| Astana            | dettagli | Astana      | Astana Arena                 | Campione del Kazakistan     |
| Atyrau            |          | Atyrau      | Stadio Munajšy               | 11º posto in Prem'er Ligasy |
| Jetisý            |          | Taldıqorğan | Stadio Jetisý                | 3º posto in Birinşi Lïga    |
| Kaspıı            |          | Aktau       | Stadio Jas Qanat             | 9º posto in Prem'er Ligasy  |
| Maqtaaral         |          | Atakent     | Stadio Namys (Shymkent)      | 8º posto in Prem'er Ligasy  |
| Oqjetpes          |          | Kökşetaw    | Stadio Oqjetpes              | 1º posto in Birinşi Lïga    |
| Ordabasy          |          | Şımkent     | Stadio Qajımuqan Muñaýtpasov | 5º posto in Prem'er Ligasy  |
| Qairat            |          | Almaty      | Stadio Centrale              | 4º posto in Prem'er Ligasy  |
| Qaisar            |          | Qyzylorda   | Stadio Gany Muratbayev       | 2º posto in Birinşi Lïga    |
| Qyzyljar          |          | Petropavl   | Stadio Karasaı               | 10º posto in Prem'er Ligasy |
| Shahter Qaraǵandy |          | Karaganda   | Stadio Shahter               | 7º posto in Prem'er Ligasy  |
| Tobyl             |          | Qostanay    | Stadio Centrale              | 3º posto in Prem'er Ligasy  |

## Albo d'oro
- 1992  Qairat (1º)
- 1993  Ansat (1º)
- 1994  Elimaı (1º)
- 1995  Elimaı (2º)
- 1996  Taraz (1º)
- 1997  Ertis (2º)
- 1998  Elimaı (3º)
- 1999  Ertis (3º)
- 2000  Jeñis (1º)
- 2001  Jeñis (2º)
- 2002  Ertis (4º)
- 2003  Ertis (5º)
- 2004  Qairat (2º)
- 2005  Aqtöbe (1º)
- 2006  Astana 1964 (3º)
- 2007  Aqtöbe (2º)
- 2008  Aqtöbe (3º)
- 2009  Aqtöbe (4º)
- 2010  Tobyl (1º)
- 2012  Shahter Qaraǵandy (1º)
- 2012  Shahter Qaraǵandy (2º)
- 2013  Aqtöbe (5º)
- 2014  Astana (1º)
- 2015  Astana (2º)
- 2016  Astana (3º)
- 2017  Astana (4º)
- 2018  Astana (5º)
- 2019  Astana (6º)
- 2020  Qairat (3º)
- 2021  Tobyl (2º)
- 2022  Astana (7º)
- 2023  Ordabasy (1º)
- 2024  Qairat (4º)

### Titoli per squadra
| Club              | Titoli | Anni                                     |
| ----------------- | ------ | ---------------------------------------- |
| Astana            | 7      | 2014, 2015, 2016, 2017, 2018, 2019, 2022 |
| Ertis             | 5      | 1993, 1997, 1999, 2002, 2003             |
| Aqtöbe            | 5      | 2005, 2007, 2008, 2009, 2013             |
| Qairat            | 4      | 1992, 2004, 2020, 2024                   |
| Elimaı            | 3      | 1994, 1995, 1998                         |
| Jeñis             | 3      | 2000, 2001, 2006                         |
| Shahter Qaraǵandy | 2      | 2011, 2012                               |
| Tobyl             | 2      | 2010, 2021                               |
| Ordabasy          | 1      | 2023                                     |
| Taraz             | 1      | 1996                                     |

## Statistiche e record

### Migliori marcatori di tutti i tempi
| Pos | Giocatore             | Gol | Presenze |
| --- | --------------------- | --- | -------- |
| 1 | Nurbol Jumasqalıev    | 167 | 525      |
| 2 | Oleg Lïtvïnenko       | 148 | 311      |
| 3 | Nurken Mazbaev        | 142 | 400      |
| 4 | Murat Tileşev         | 142 | 351      |
| 5 | Andrei Miroshnichenko | 115 | 242      |
| 6 | Ulugbek Bakaev        | 111 | 237      |
| 7 | Andrei Finonchenko    | 104 | 346      |
| 8 | Ruslan Imankulov      | 98  | 366      |
| 9 | Aleksandr Shatskikh   | 96  | 275      |
| 10 | Kairat Aubakirov      | 94  | 302      |
| 11 | Vladïmïr Logïnov      | 87  | 339      |
| 12 | Viktor Antonov        | 86  | 207      |
| 13 | Ruslan Duzmambetov    | 86  | 230      |
| Dati aggiornati al 2 ottobre 2014. I giocatori in grassetto sono ancora attivi nella Qazaqstan Prem'er Ligasy. |                       |     |          |